# Дючеры

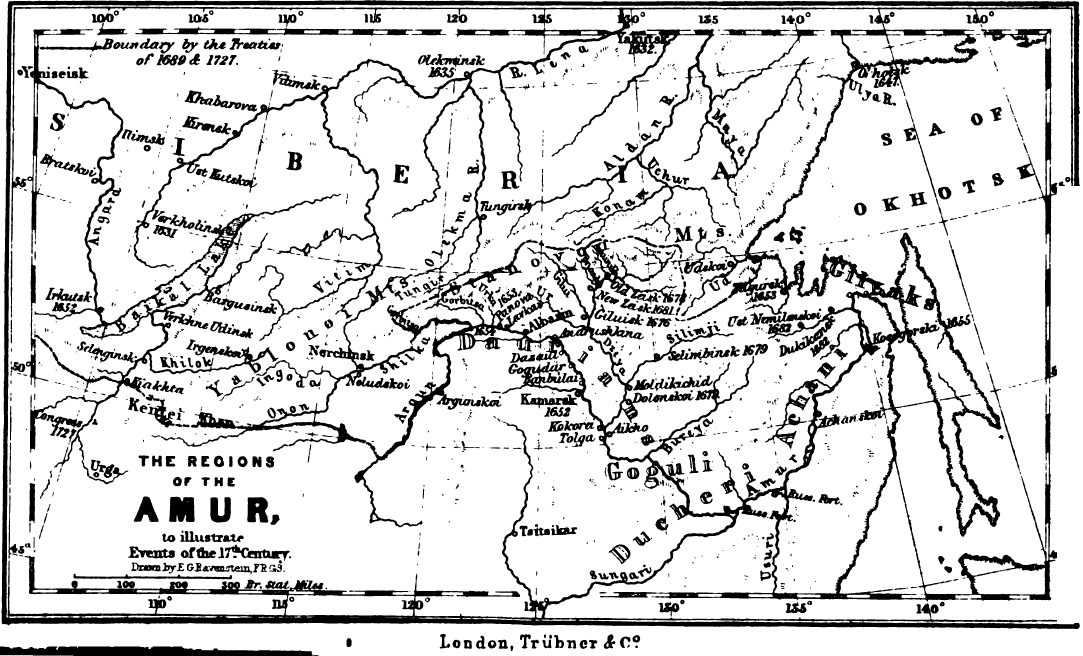
Предположительные районы проживания дауров, дючеров и гогулей в середине XVII в

Дючеры или дучеры — русское название народа, жившего в XVII веке на берегах Амура, приблизительно от устья Зеи до устья Уссури, и несколько ниже по течению.

## Описание, история

### Сведения
По сообщениям русских землепроходцев XVII века, дючеры, как и родственные им гогули, а равно и их северо-западные соседи дауры, были народами, занимающиеся землепашеством и скотоводством. Выращивали рожь, пшеницу, ячмень, овёс, просо, гречиху, полевой горох и коноплю. Разводили лошадей, крупный рогатый скот и особенно много свиней. В качестве тягловой силы они использовали преимущественно быков. В хозяйстве применялась керамическая посуда бохайского и чжурчжэньского гончарства.
Один из сохранившихся археологических памятников дючерского присутствия на территории современной Амурской области — Гродековское городище, находящееся у села Гродеково на Амуре, к югу от г. Благовещенска и устья реки Зеи. Об этом поселении Ерофей Хабаров писал в 1652 году воеводе Якутска Д. Францбекову: «С усть Зии по Амуру вниз ехать на коне половина дни все лугами и старыми пашнями до того города, а город земляной, иноземцы его зовут Айтюн». Название, данное Хабаровым как Айтюн, соответствует форме «Айгун», известной по отношению к маньчжурской крепости, существовавшей там в более поздний период (1680-е гг.).
По данным археологов, эта крепость была основана предположительно в конце I — начале II тысячелетий нашей эры и просуществовала до середины XVII века.
Русские казаки XVII века собирали дань с дауров и дючеров, но начиная с 1654 г. цинское правительство переселило земледельческое население края в другие части Маньчжурии.

### Происхождение

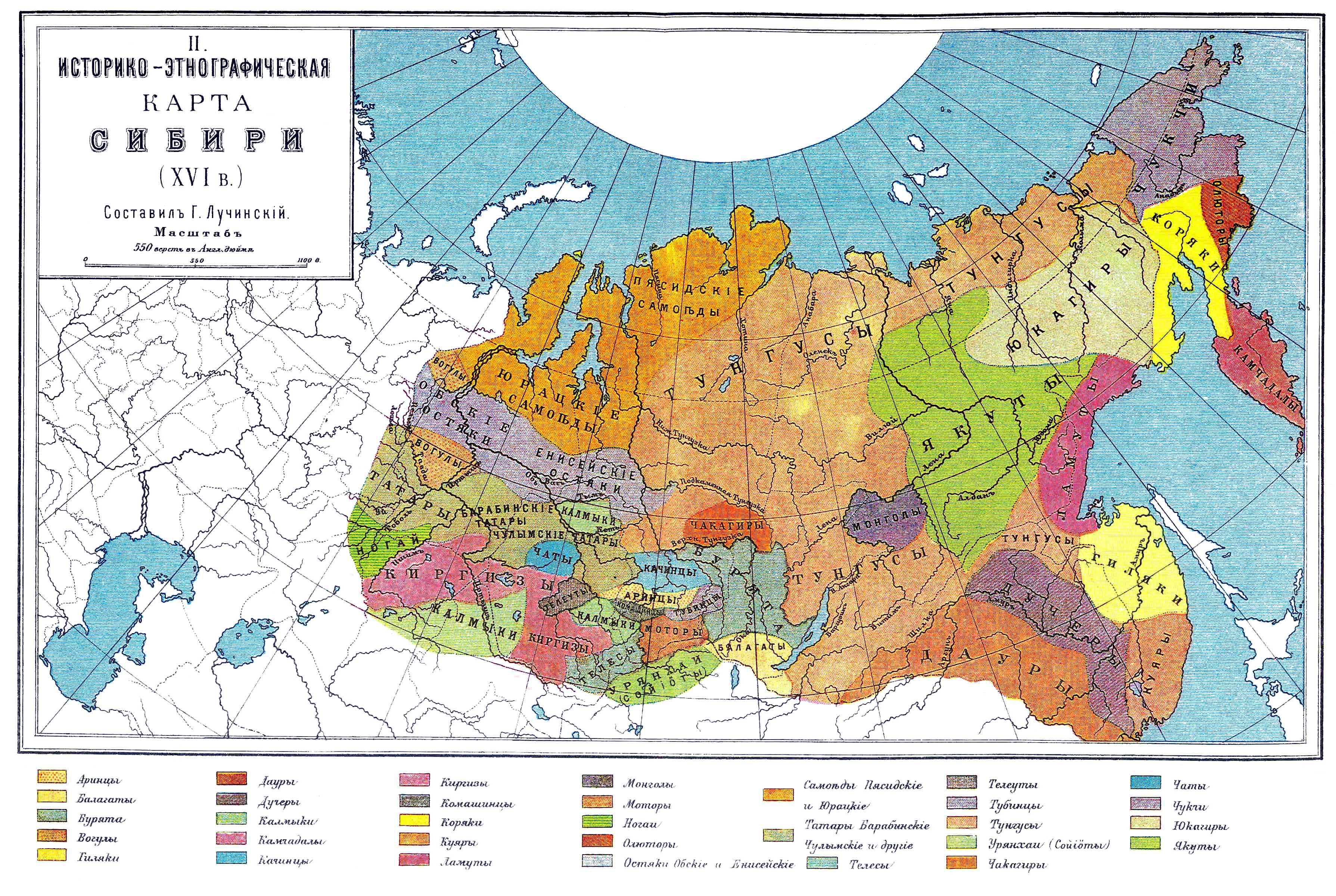
Дучеры на среднем Амуре

Существуют различные мнения о том, каким народностям более ранних или поздних времён соответствовали дючеры XVII века. С археологической точки зрения, дючерская культура хронологически выделяется со второй половины XIII в., являясь наследницей ранее существовавшей в этих краях культуры амурских чжурчжэней.
По мнению БСЭ, потомки дючеров входят в состав нанайцев, ульчей, и других народностей региона. Известный историк Дальнего Востока Б. П. Полевой отождествлял дючеров (по крайней мере живших ближе к Сунгари и Уссури) с нанайцами, в противоположность авторам XIX в, полагавшим, что нанайцы (гольды) лишь постепенно заселили дючерские края после выселения дючеров вглубь Маньчжурии в 1650-х гг.
По другому мнению, дючеры были частью чжурчжэней (маньчжуров) и после переселения с Амура на Сунгари и Хурху слились с другими частями маньчжурского народа.
Некоторые авторы считают, что само название «дючеры», которое в русских источниках XVII в. известно в разных вариантах: чючар, джучар, жучер, дючан, родственно названию чжурчжэней, самоназвание которых записывалось как jušen.
Л.И. Шренк, Б.О. Долгих характеризовали дючеров как этнографическую группу маньчжуров. В.А. Туголуков, отрицая единство групп дючеров и гогулей, относил последних к эвенкам-солонам и орочонам. Существует мнение, что дючеры, исходно являясь группой северных тунгусов, испытали сильное воздействие маньчжурских культурных традиций.

### Историческая судьба
Военная уязвимость дючеров предопределила в итоге судьбу этого народа в XVII веке. Они не смогли противостоять в XVII в. военной тактике, основанной
на применении огнестрельного оружия, и отстоять свою независимость от пришедших в Приамурье отрядов русских первопроходцев. Е. П. Хабаров так описывает один трагический эпизод военного присоединения дючерской территории Приамурья: 
«… И плыли вниз по Амуру и плыли два дня да ночь, и улусы громили, все улусы, а юрт по штидесят и по семидесят в улусе, и мы в тех улусах многих людей побивали и ясырь имали, и плыли семь дней от Шингалу Дючерами, все улусы болшие юрт по семидесят и осьмидесят, и тут все живут Дючеры, а всё то место пахотное и скотное, и мы их в пень рубили, а жён их и детей имали и скот …». Дючеры утратили в жестоких конфликтах опору своего существования и вскоре канули в небытие.